# Libin
Libin là một đô thị của Bỉ. Đô thị này nằm ở tỉnh Luxembourg, vùng Wallonie.
Ngày 1 tháng 1 năm 2007, đô thị này có diện tích 139,72 km², có dân số 4.655 dân với mật độ dân số 33,3 người trên mỗi km².
Đô thị này gồm thị xã Libin, các làng Anloy, Ochamps, Redu, Smuid, Transinne, và Villance.
Redu có một trạm mặt đất của cơ quan không gian châu Âu.